# 지저우구 (지안시)
지저우구(한국어: 길주구, 중국어: 吉州区, 병음: Jízhōu Qū)는 중화인민공화국 장시성 지안 시의 현급 행정구역이다. 넓이는 416km2이고, 인구는 2007년 기준으로 330,000명이다.

## 행정 구역
6개 가도, 3개 진, 2개 향을 관할한다.
- 가도: 古南街道 , 永叔街道 , 文山街道 , 习溪桥街道 , 北门街道 , 白塘街道
- 진: 兴桥镇 , 樟山镇 , 长塘镇
- 향: 禾埠乡 , 曲濑乡